# Слепстик
Слепстик (енгл. Slapstick) стил је хумора који садржи претерану физичку активност која превазилази границе нормалне физичке комедије. Слепстик може чинити и намерно насиље, као и насиље несрећним случајем, што је често резултат неспособне употребе реквизита као што су тестере и мердевине.
Термин потиче од уређаја који је развијен за употребу у широком стилу физичке комедије познатом као commedia dell'arte у Италији у 16. веку.